# دوري السنغال الممتاز 2014
دوري السنغال الممتاز 2014 هو موسم من دوري السنغال الممتاز. فاز فيه AS Pikine ‏.